# ロシア系アメリカ人
ロシア系アメリカ人（英語: Russian American、ロシア語: Русские американцы）はロシアに出自を持つアメリカ合衆国市民である。民族的なロシア人以外に、ロシア国内で生まれたユダヤ人、ウクライナ人、ベラルーシ人、アルメニア人などもこのグループに含まれる場合がある。
ロシア系アメリカ人の人口は、およそ300万人。2000年の米国国勢調査によると、706,242人がロシア語を話せる。

## 歴史
1862年のホームステッド法で、19世紀後半にはヨーロッパからの移民が多数アメリカへ押し寄せたが、この中には多くのロシア人がいた。最初のロシア人移民の大波は19世紀から20世紀初頭までに起こった。ロシア帝国のユダヤ人は、アレクサンドル3世による虐殺（ポグロム）を逃れてアメリカへ入国し、ニューヨークなどに住んだ。この期間に移住した最も突出したロシアからの移住者のグループは、宗教的な自由を求めているグループであった。モロカン派はロスアンゼルスやサンフランシスコに移住し、古儀式派も東海岸や西海岸に移住した。
ロシア革命に続く十月革命とロシア内戦により、1917年から1922年の短い期間にロシアからの移民の大きな波が起きた（白系ロシア人）。その移民は大きくアメリカの科学と文化に関与した。発明者ウラジミール・ツヴォルキンはこの際に到着した。セルゲイ・ラフマニノフとイゴール・ストラビンスキーはこれまでにアメリカ合衆国に住んでいる最も偉大な作曲家であると考えられている。  
冷戦時代、ソビエト連邦では移住は違法で、この時期のロシア人移民は、政治理由のためにアメリカ合衆国と他の西側諸国に移住した極めて少ない体制離反者と反体制派に限られていた。一方で、1960年以降、ブラジルを中心とする南米諸国及びルーマニアからロシア系の古儀式派が移住してきた。
1970年代には一時的に出国規制が緩和され、25万人ほどのソ連国民が政治的抑圧や反ユダヤ主義を逃れ国外へ出た。1970年代のブレジネフによるソビエト経済停滞と1980年代のペレストロイカは経済的な理由でのアメリカ合衆国への入国者の増加を促した。この時期に多くの芸術家やアスリートがアメリカへ流入している。
ソビエト連邦崩壊後は、旧ソ連諸国では市場経済化やハイパーインフレーションなどの経済難、民族同士の争いなどの政治的社会的混乱が起こり、この時期にロシアからの政治的および経済的な理由でのアメリカ移住の大きな波が起こった。ソ連崩壊直後のロシアからの移民で最も大きなグループは、迫害から逃れてきた政治亡命者であったが、2000年代には大きく減少している。
また違法入国者も激増した。その代表的なものがアメリカ人男性と結婚して市民権を得ようとする「通信販売の花嫁」（国際結婚斡旋所などのカタログやサイトを見た男性からの文通で結婚を決めてアメリカへ来る女性）で、1996年にアメリカに来た「通信販売の花嫁」のうち半分はロシアとウクライナ出身者であった。違法な入国者とともに、ロシアン・マフィアの影響もアメリカ国内で大きくなった。
ソ連崩壊後にはロシア人科学者などのアメリカへの頭脳流出も起こった。全米科学財団によると、2003年にはアメリカ合衆国では20,000人のロシア人科学者がおり、2002年の発表では、マイクロソフト製品の30%はロシアのソフトウェアエンジニアによるものである。

## 著名なロシア系アメリカ人
- モデスト・アルトシュラー：指揮者・作曲家
- ムスティスラフ・ロストロポーヴィチ：チェリスト・指揮者・ピアニスト
- ガリーナ・ヴィシネフスカヤ：ソプラノ歌手
- セルゲイ・ラフマニノフ：作曲家、ピアニスト、指揮者
- ユル・ブリンナー：俳優
- ララ・ヴァロニン：南拳媽媽のメンバー（母は中国系アメリカ人）
- ミラ・ジョヴォヴィッチ：女優　父はセルビア人
- ウラジミール・ツヴォルキン：発明家
- ウラジーミル・ナボコフ：作家、詩人（ロシア帝国で生まれましたが、アメリカに住んでいました）
- アレクサンダー・バーシャフスキー：生物学者
- ジョセフ・M・シェンク：実業家
- C.J.Michalski：漫画家（日本在住）
- アレクサンダー・セヴァスキー：リパブリック・アビエーションとその前身であるセバスキー・エアクラフトの創業者
- セルゲイ・フルシチョフ : 技術者、研究者、大学教員 父親は元ソ連最高指導者ニキータ・フルシチョフ
- マイク・シノダ : ラッパー、歌手、作曲家、ギタリスト